# Repoussé
Repoussé (pronúncia em francês: [ʁəpuse] (escutarⓘ)) ou repoussage ([ʁəpusaʒ] (escutarⓘ)) é uma técnica de acabamento de metais, em que um metal maleável (principalmente cobre, prata, ouro e bronze) é ornamentado ou moldado por marteladas a partir do lado oposto para criar um desenho em baixo-relevo. Seu nome deriva da palavra francesa pousse, "empurrar para a frente". Foi amplamente utilizada ao longo da história mas, principalmente nos séculos XVI, XVII e XVIII, popularizou-se na Europa. Uma das principais ferramentas empregadas no processo são as punções, barras de aço que variam de cerca de 10-15 cm de comprimento; outra ferramenta similar empregada no processo são os selos que pressionam o metal quando atingido. Os martelos empregados no processo são leves e possuem um cabo flexível fino feito de madeira de fibra longa.

## Galeria de Fotos

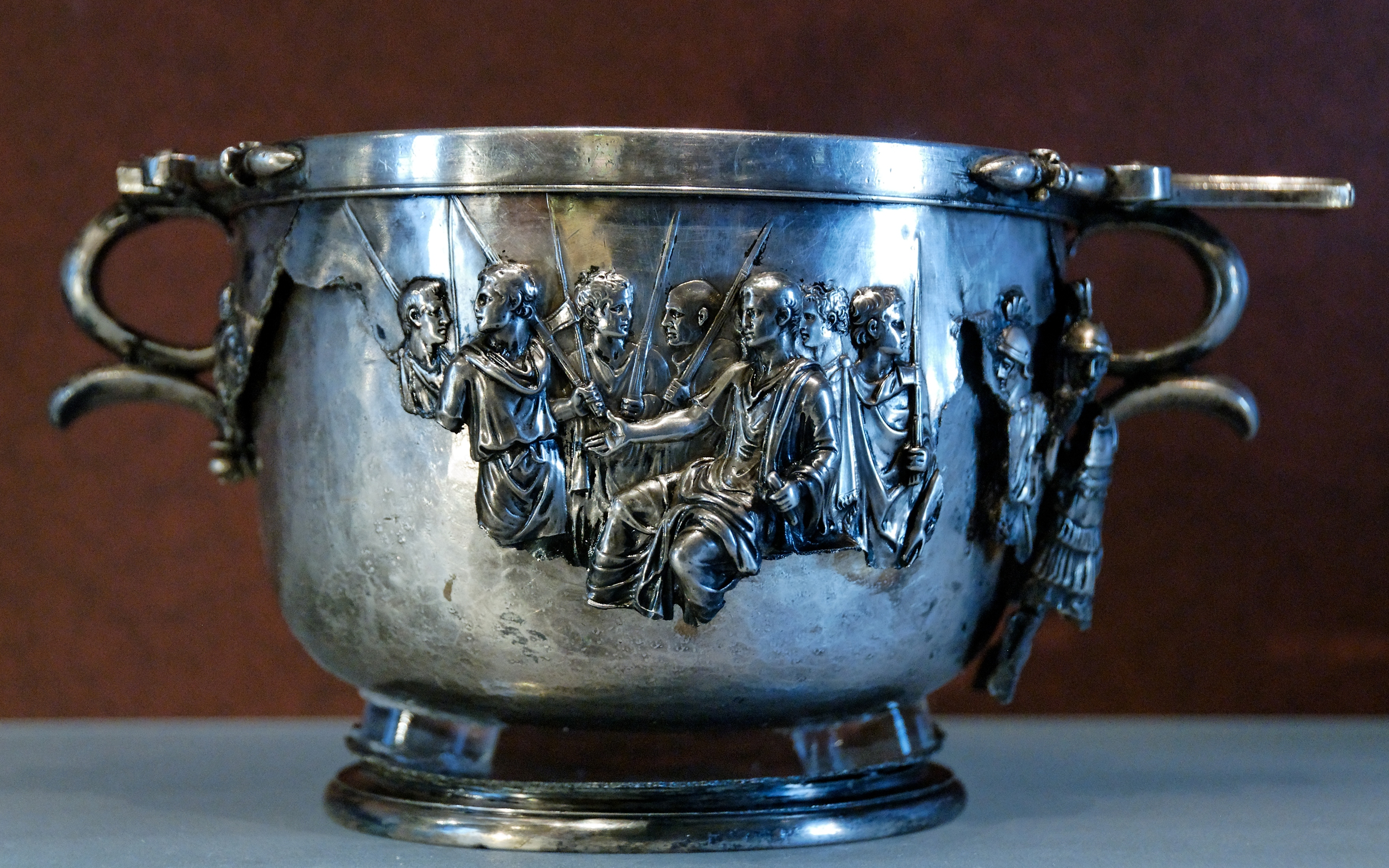
Escifo de prata com decoração repoussé final do século I a.C. - início do século I.
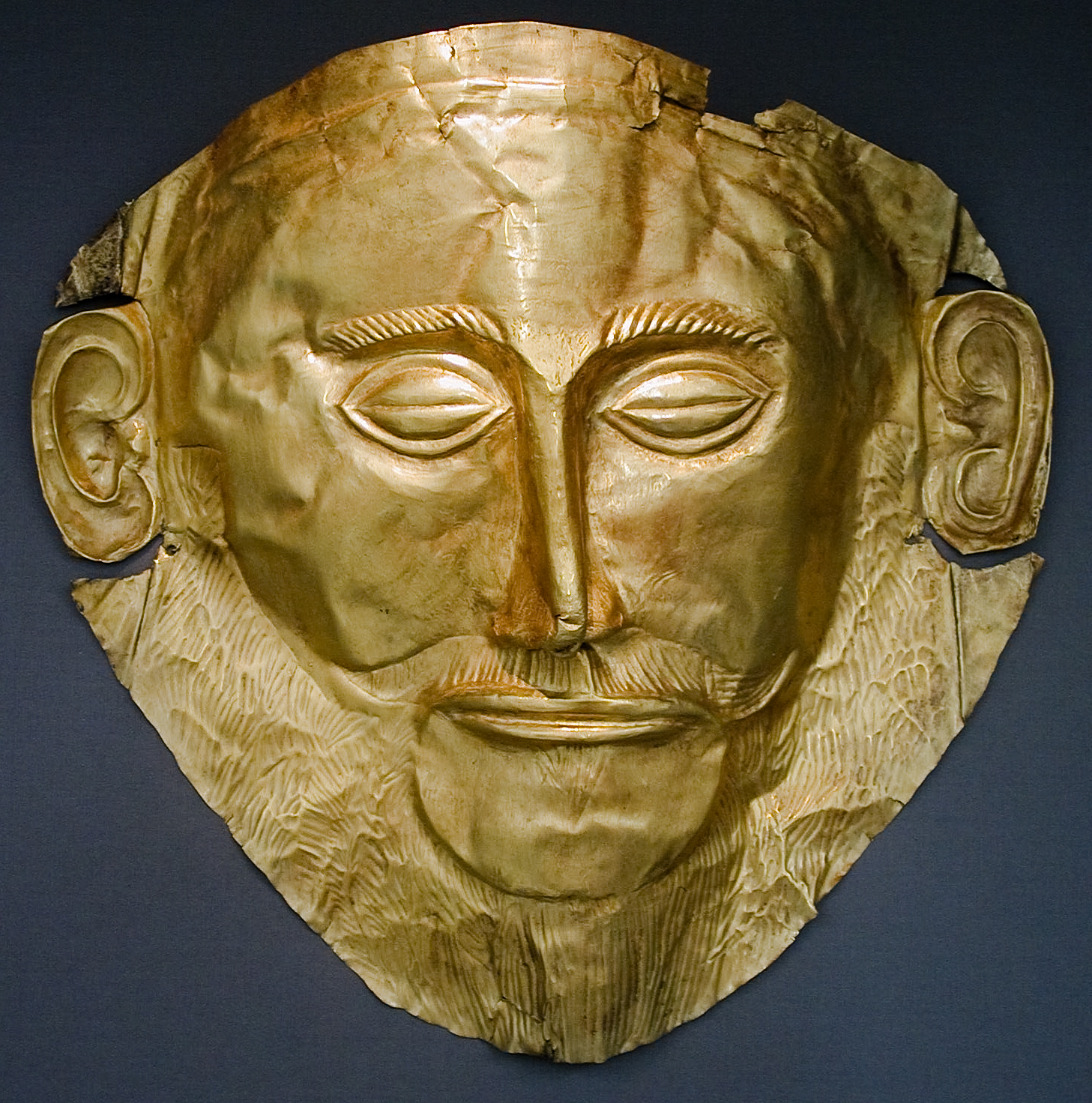
Máscara de Agamemnon.
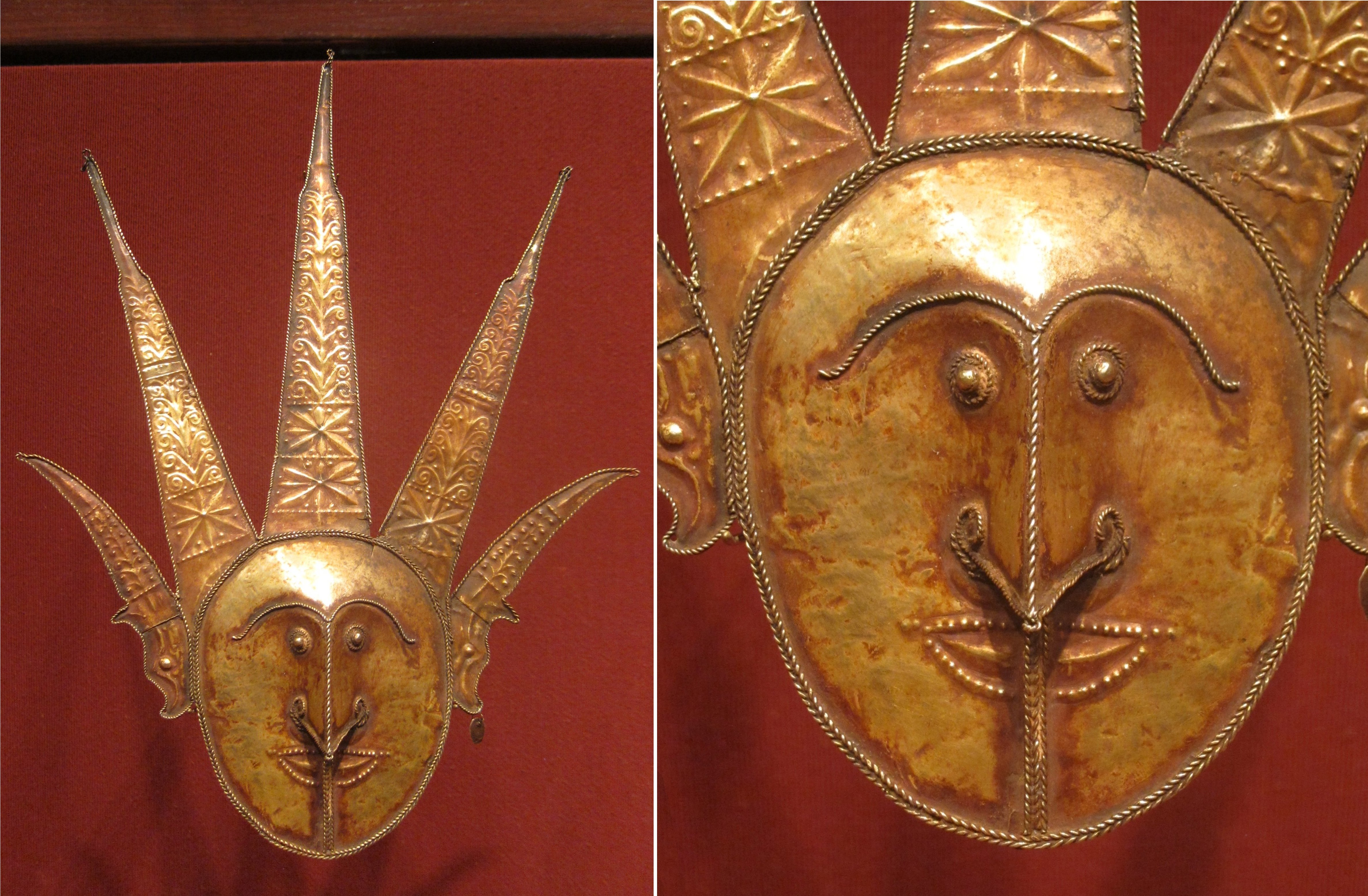
Máscara da Indonésia.
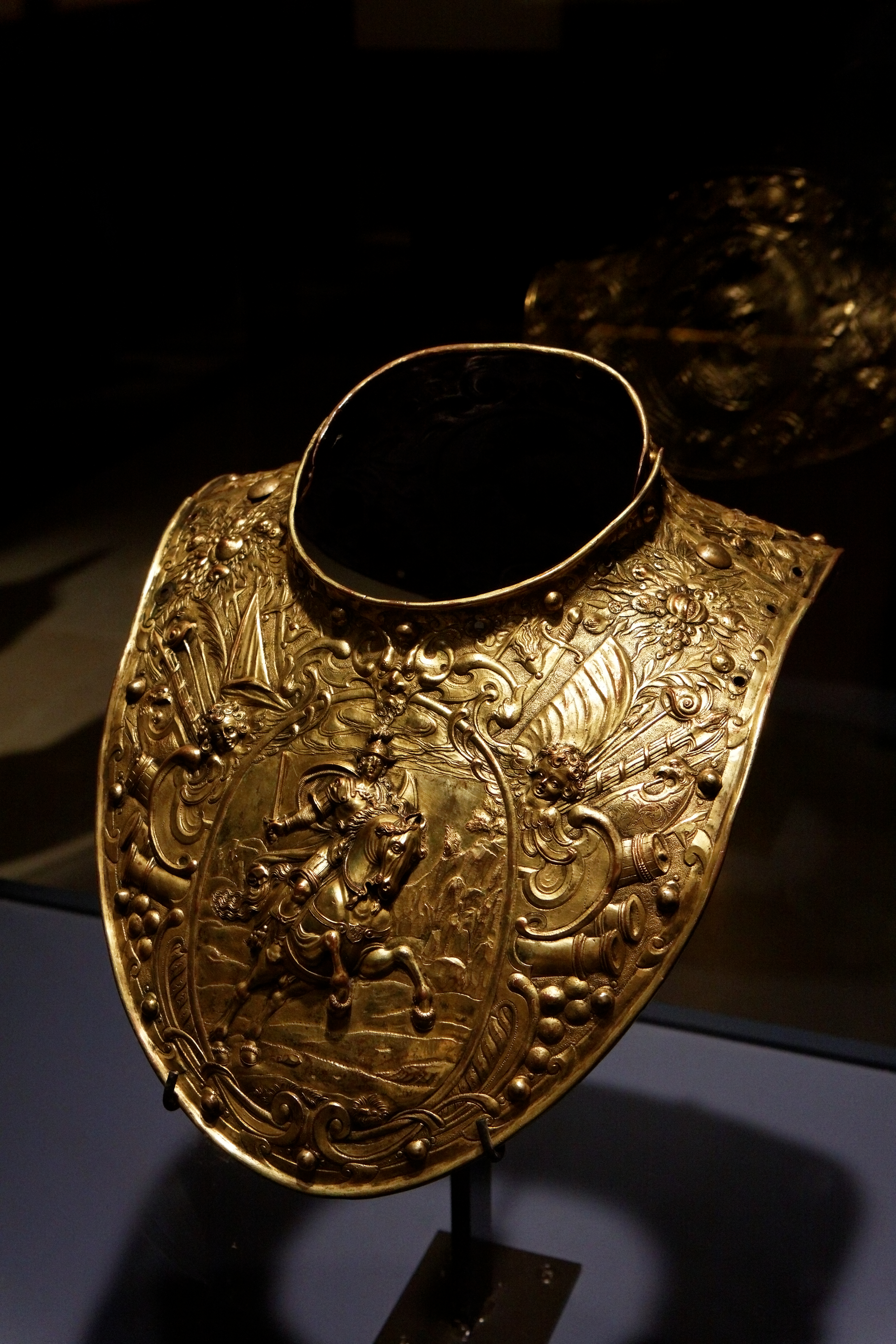
Égide de Marte, coleção de Luis XIII.
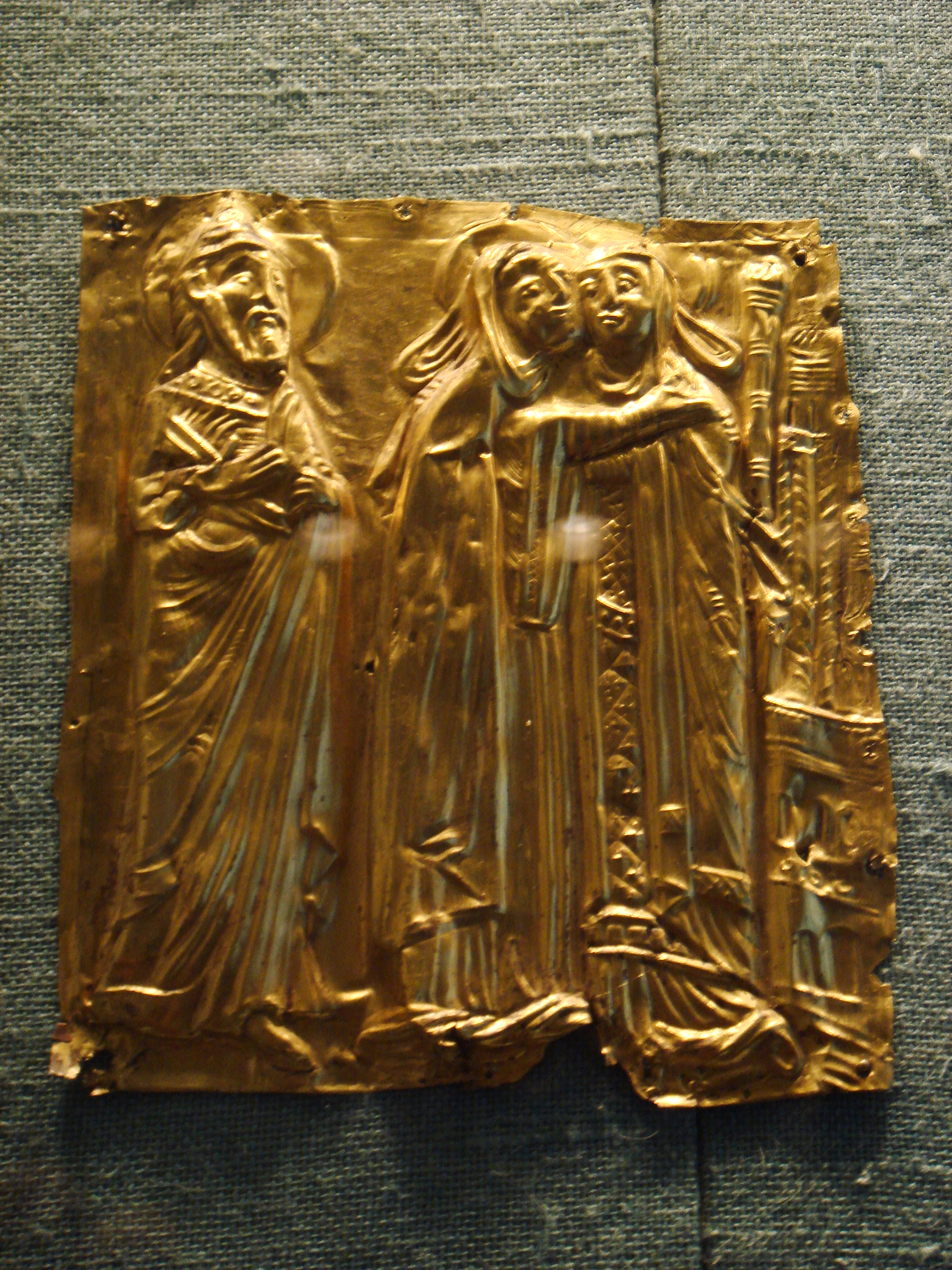
Baixo-relevos da Igreja Tamdrup.
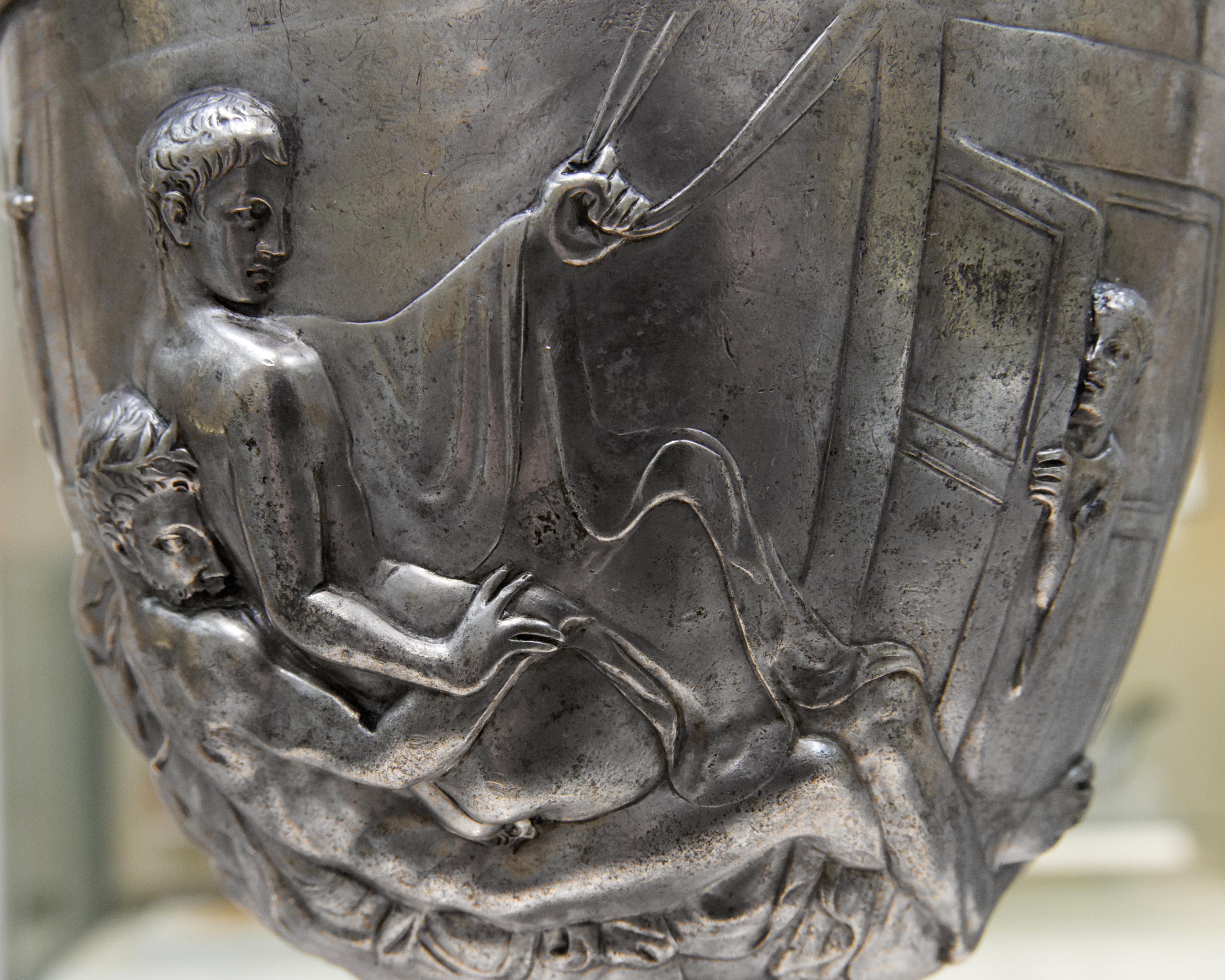
Copo Warren.
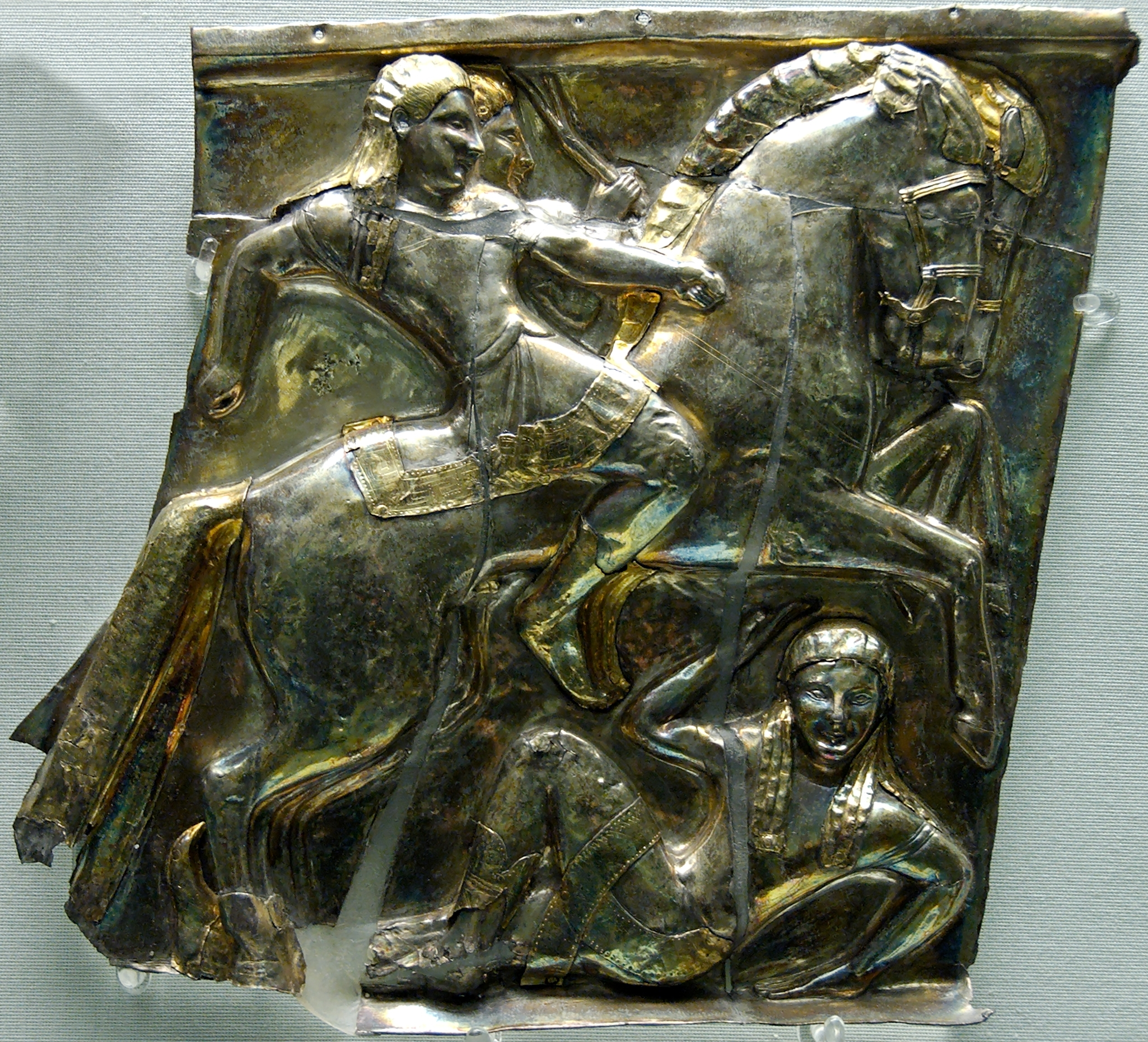
Arte etrusca (540−520 a.C.).
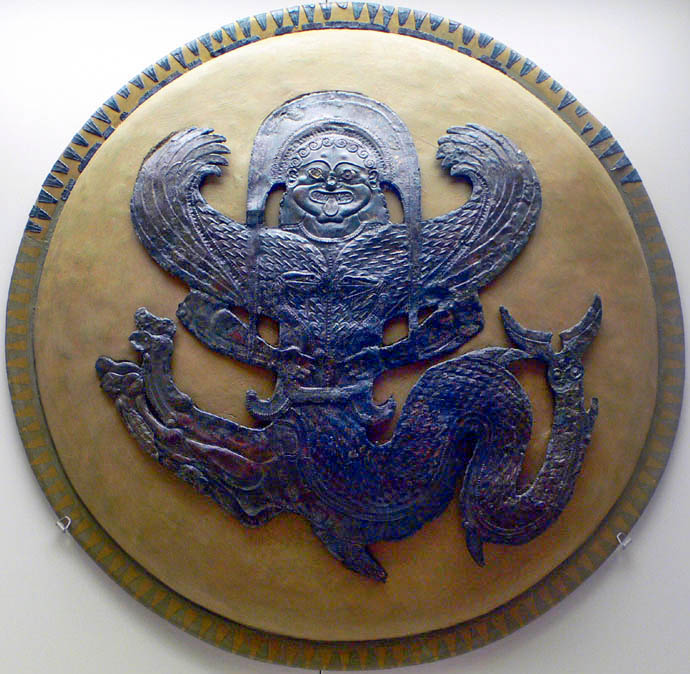
Escuro descrevendo uma górgona com cauda de peixe e patas de leão.
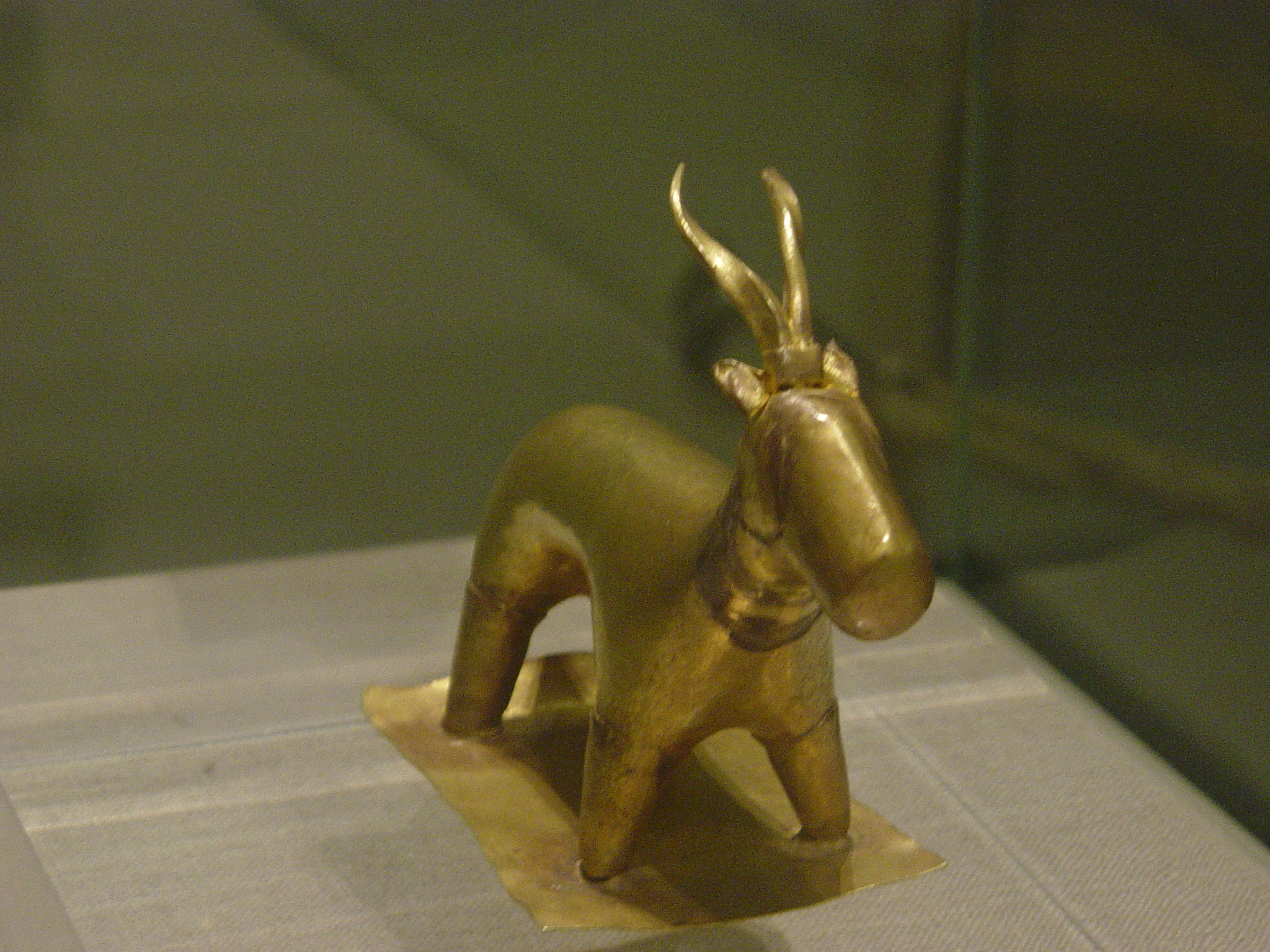
Ibéx de ouro encontrado em Acrotíri.
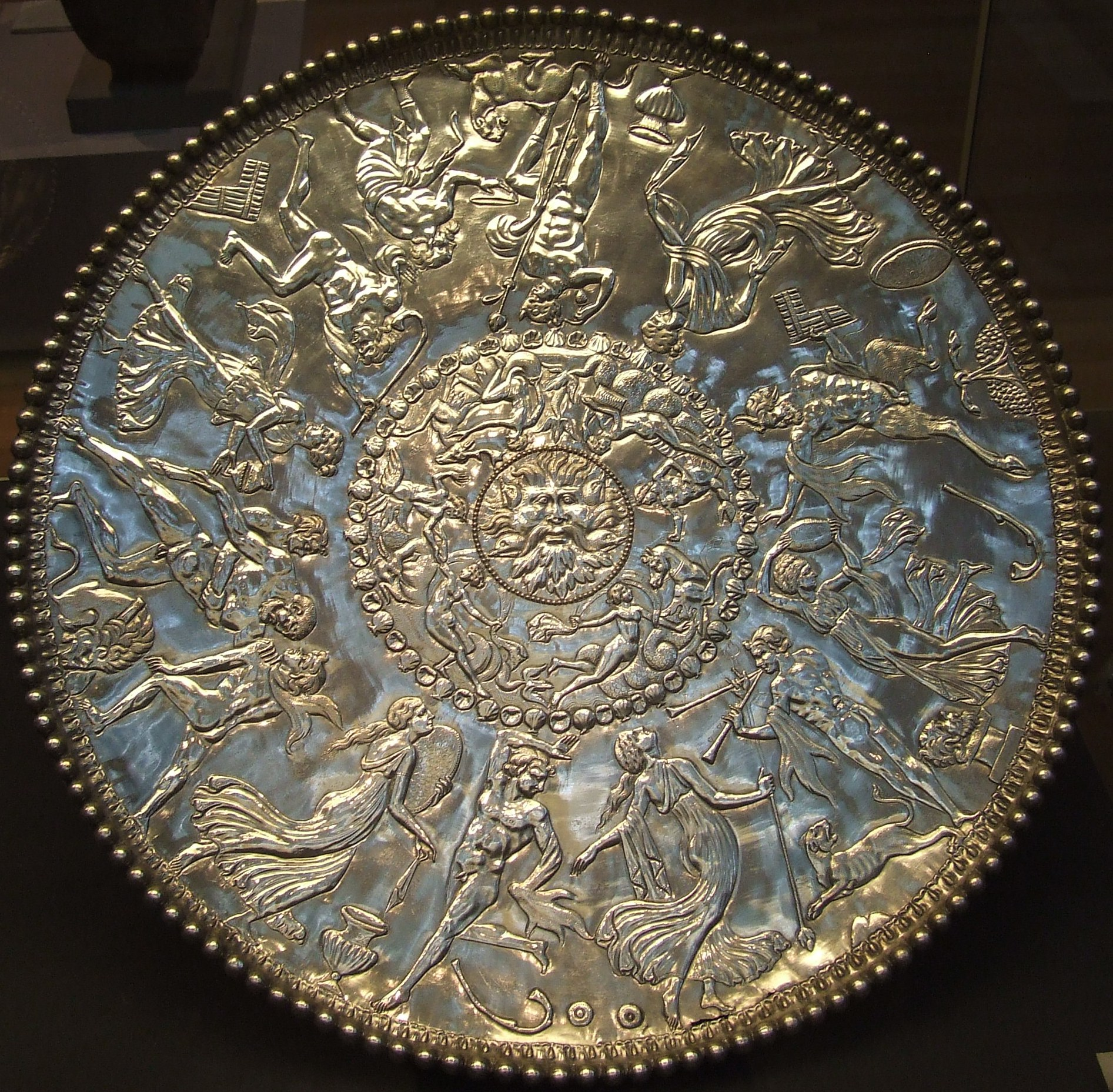
O Grande Prato de Baco do tesouro romano de Mildenhall.